# Niccolò Piccinni

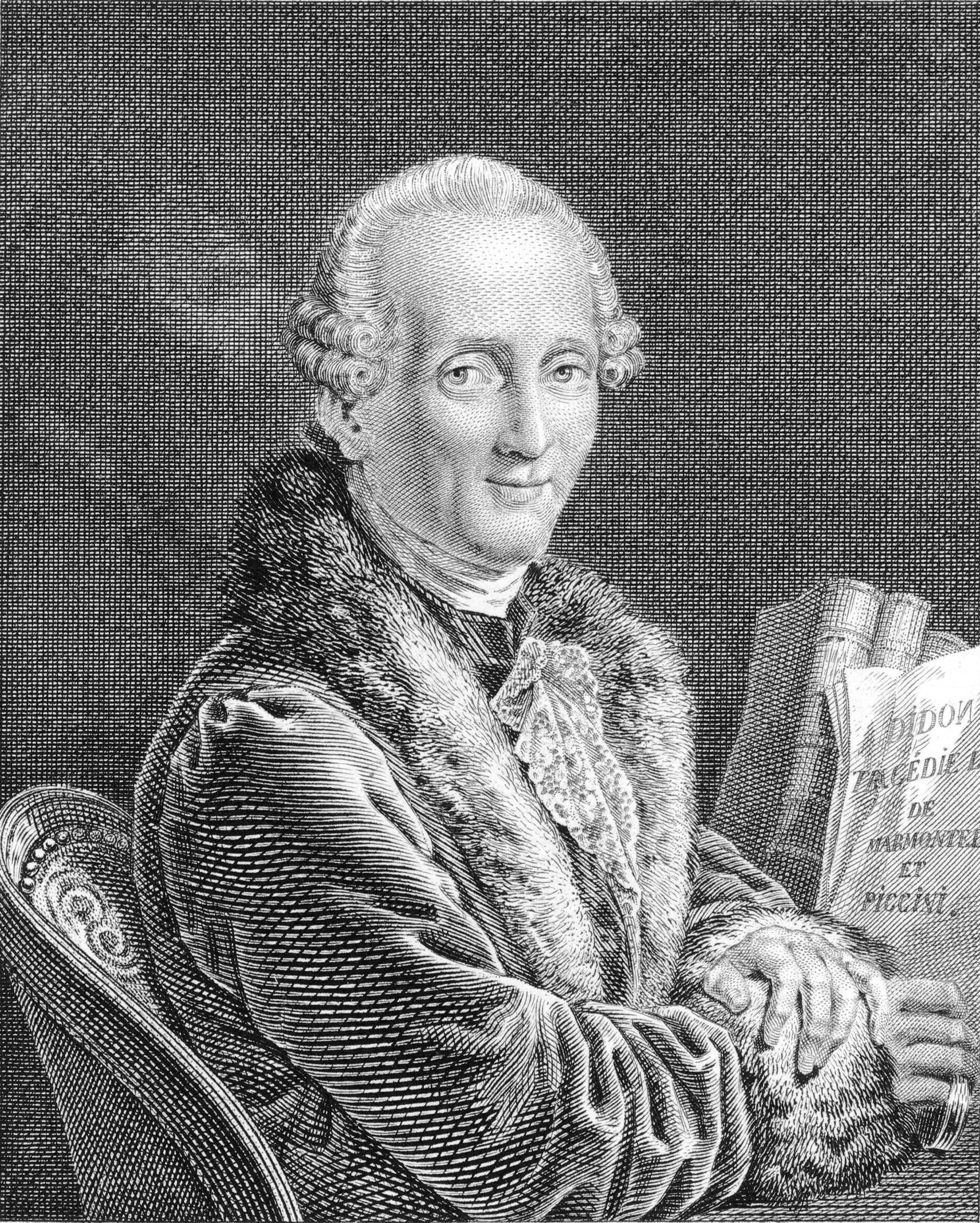
Niccolò Piccinni

Niccolò Piccinni (Vito Niccolò Marcello Antonio Giacomo Piccinni, a volte detto Nicola Piccinni o Piccini; Bari, 16 gennaio 1728 – Passy, 7 maggio 1800) è stato un compositore italiano, uno degli ultimi grandi rappresentanti della scuola musicale napoletana e uno dei più importanti compositori del Classicismo. Figura centrale dell'opera italiana della seconda metà del XVIII secolo, ha contribuito in maniera determinante allo sviluppo dell'opera buffa.

## Biografia
Piccinni nacque a Bari nel Regno di Napoli. Studiò con Leonardo Leo e Francesco Durante, presso il Conservatorio di Sant'Onofrio a Napoli. Per questo dovette essere grato all'arcivescovo di Bari, che provvide a pagare i suoi studi, poiché il padre di Piccinni, sebbene fosse anch'egli un musicista, si era opposto al fatto che il figlio seguisse la sua stessa carriera. Si dilettava anche nel suono di strumenti a fiato e chitarra classica.
La prima opera, Le donne dispettose, risale al 1755, e nel 1760 compose, a Roma, il suo capolavoro giovanile, La Cecchina ossia La buona figliuola, un'opera buffa che ebbe molto successo in Europa.
Sedici anni dopo, Piccinni fu invitato dalla regina Maria Antonietta a Parigi, ove fu iniziato alla Massoneria nella Loggia le Nove Sorelle. Si sposò nel 1756 con Vincenza Sibilla, una cantante quattordicenne sua allieva, alla quale non permise più di andare in scena dopo il matrimonio.

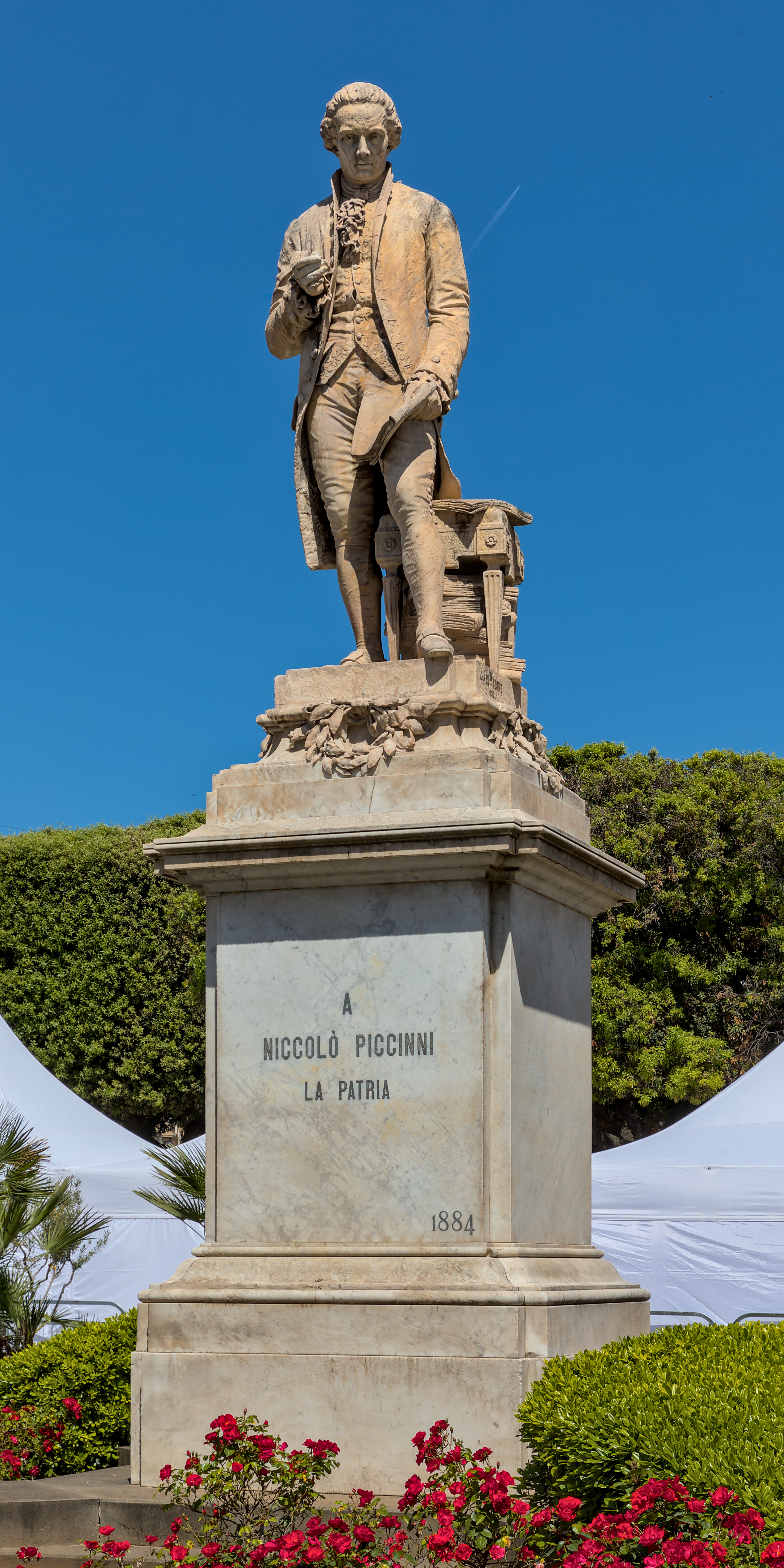
Monumento a Bari, dedicato a Niccolò Piccinni, in piazza Prefettura.

Tutti i suoi lavori successivi furono un successo; ma i direttori della Grand Opera gli opposero deliberatamente Christoph Willibald Gluck, persuadendo i due compositori a trattare lo stesso soggetto - Iphigénie en Tauride - contemporaneamente.
Il pubblico parigino si divise in due, Gluckisti e Piccinnisti, quasi due fazioni in guerra. L'Iphigénie di Gluck apparve prima, il 18 maggio 1779.
L'Iphigénie di Piccinni giunse il 23 gennaio 1781, e, sebbene ripetuta per diciassette volte, scomparve nell'oblio. L'antagonismo tra il pubblico continuò anche dopo che Gluck lasciò Parigi nel 1780; ed un tentativo fu fatto successivamente per accendere una nuova rivalità con Sacchini. Piccinni continuò ad essere popolare, ed alla morte di Gluck, nel 1787, propose che un monumento pubblico fosse eretto alla sua memoria, un suggerimento che i Gluckisti non appoggiarono.
Nel 1784 Piccinni divenne professore all'Académie Royale de Musique, una delle istituzioni dalla quale il Conservatoire fu fondato nel 1794. Allo scoppio della Rivoluzione francese, nel 1789, Piccinni tornò a Napoli, dove fu prima ben accolto da re Ferdinando IV; in seguito, il matrimonio di sua figlia con un democratico francese lo condannò alla disgrazia. Nei successivi nove anni condusse una esistenza precaria tra Venezia, Napoli e Roma; nel 1798 tornò a Parigi, dove il pubblico lo ricevette con entusiasmo, ma non guadagnò molto. Morì a Passy, presso Parigi e fu sepolto in terra consacrata nel cimitero locale, ma durante i bombardamenti nella seconda guerra mondiale le sue spoglie andarono perdute. Dopo la sua morte, una lastra di pietra fu posta vicino alla sua casa, recentemente restaurata, nel borgo antico di Bari. A lui è stato intitolato il teatro cittadino sul corso principale di Bari: tale teatro, i cui lavori iniziati nel 1836 terminarono solo nel 1854, avrebbe dovuto (nelle intenzioni degli ossequiosi amministratori locali) essere intitolato alla regina Maria Teresa d'Asburgo-Teschen, moglie di Ferdinando II di Borbone. Allo sdegnato rifiuto della sovrana la scelta cadde (quale "ripiego") su Piccinni, all'epoca ancora inviso agli ambienti filoborbonici baresi.
La più completa lista dei suoi lavori fu redatta dalla Rivista musicale italiana, VIII, 75. Piccinni produsse più di ottanta opere, e sebbene i suoi ultimi lavori presentino l'influenza francese e tedesca, la sua opera appartiene pienamente alla Scuola Musicale Napoletana.

## Composizioni

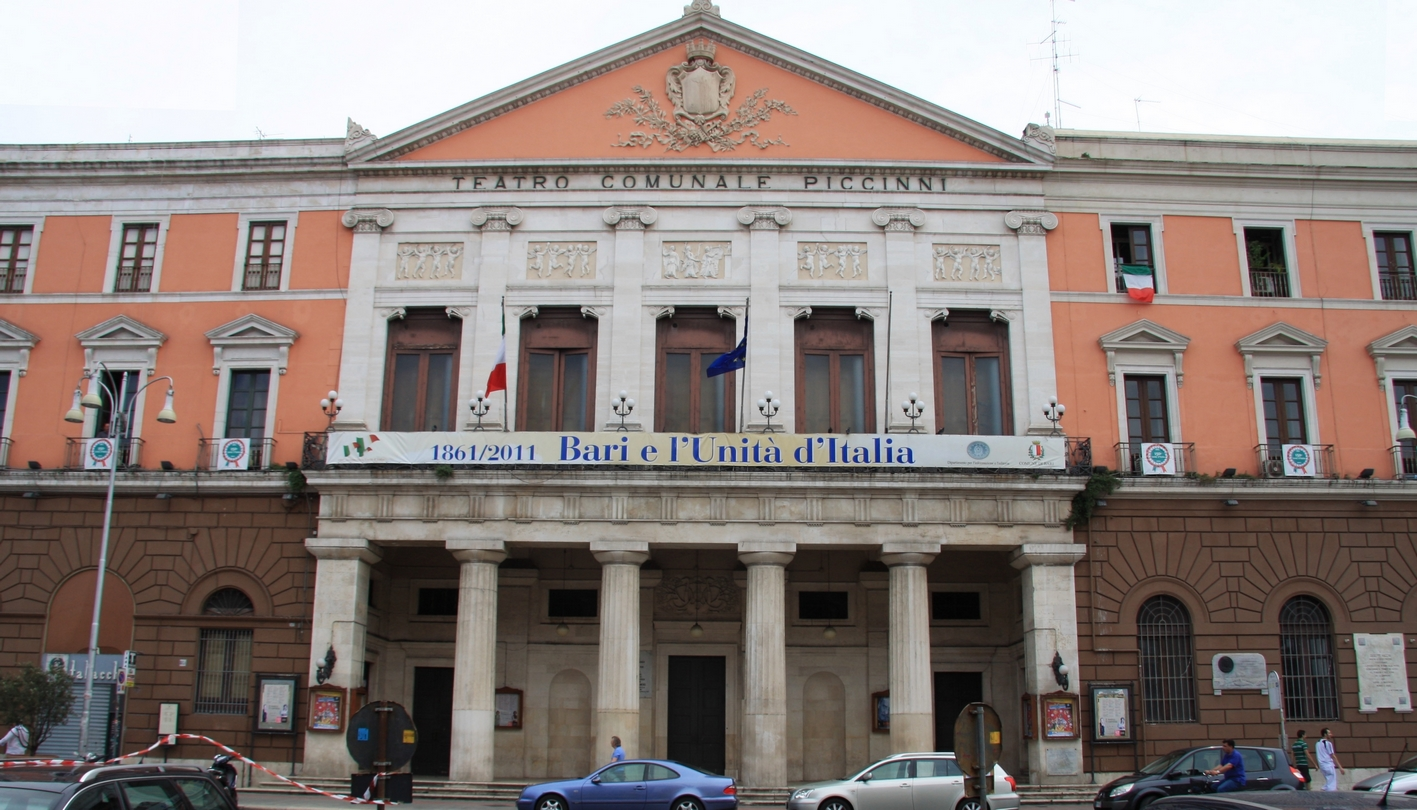
Teatro Piccinni

### Opere liriche
Sono note 116 opere liriche attribuibili con certezza a Piccinni. L'anno e la città si riferiscono alla prima rappresentazione.

#### Opere certe
- Le donne dispettose (opera buffa, libretto di Antonio Palomba, 1754, Napoli; ripresa anche come Le trame per amore e La massara spiritosa)
- Il curioso del suo proprio danno (opera buffa, libretto di Antonio Palomba, basato sul Don Chisciotte di Miguel de Cervantes, 1755-6, Napoli)
- Le gelosie (opera buffa, libretto di Giovanni Battista Lorenzi, 1755, Napoli; ripresa anche come Le gelosie, o Le nozze in confusione)
- Zenobia (opera seria, libretto di Pietro Metastasio, 1756, Teatro San Carlo di Napoli)
- Mitteti (opera seria, libretto di Pietro Metastasio, 1757, Napoli)
- L'amante ridicolo (intermezzo, libretto di Pioli, 1757, Napoli; ripreso anche come L'amante ridicolo deluso, L'amante deluso, L'amante ridicolo e deluso)
- La schiava seria (intermezzo, 1757, Napoli; ripresa anche come Die Slavinn)
- Caio Mario (opera seria, libretto di Gaetano Roccaforte, 1757, Napoli)
- Alessandro nell'Indie (1ª versione) (opera seria, libretto di Pietro Metastasio, 1758, successo al Teatro Argentina di Roma; ripresa anche come Alessandro e Poro)
- Madama Arrighetta (opera buffa, libretto di Antonio Palomba, basato su Monsieur Petiton di Carlo Goldoni, 1758, Napoli; ripresa anche come l'intermezzo Petiton e Monsieur Petiton)
- La scaltra letterata (opera buffa, libretto di Antonio Palomba, 1758, Napoli; ripresa anche come La scaltra spiritosa)
- Gli uccellatori (opera buffa, libretto di Carlo Goldoni, 1758, Napoli o Venezia)
- Il finto pazzo (opera buffa, 1758, Burgtheater di Vienna)
- Ciro riconosciuto (opera seria, libretto di Pietro Metastasio, 1759, Teatro San Carlo di Napoli)
- Siroe re di Persia (opera seria, libretto di Pietro Metastasio, 1759, Napoli)
- La Cecchina ossia La buona figliuola (dramma giocoso, libretto di Carlo Goldoni, 1760, Roma; ripresa anche come La buona figliuola puta, La baronessa riconosciuta, Cecchina nobile, o La buona figliuola, Das gute Mädchen, The Accomplish'd Maid, Der fromme Pige e La bonne fille)
- L'Origille (opera buffa, libretto di Antonio Palomba, 1760, Napoli)
- La canterina (intermezzo, 1760, Napoli)
- La furba burlata (opera buffa, 1760, Napoli; musicata in collaborazione con Nicola Bonifacio Logroscino)
- Il re pastore (opera seria, libretto di Pietro Metastasio, 1760, Firenze)
- Le beffe giovanili (opera buffa, libretto di Carlo Goldoni, 1760, Napoli)
- Le vicende della sorte (intermezzo, libretto di Giuseppe Petrosellini, basato su I portentosi effetti della madre natura di Carlo Goldoni, 1761, Roma)
- La schiavitù per amore (intermezzo, 1761, Roma)
- Olimpiade (1ª versione) (opera seria, libretto di Pietro Metastasio, 1761, Roma)
- Demofoonte (opera seria, libretto di Pietro Metastasio, 1761, Reggio Emilia)
- La buona figliuola maritata (opera buffa, libretto di Carlo Goldoni, 1761, Bologna; ripresa anche come La baronessa riconosciuta e maritata, La Cecchina maritata e La buona moglie)
- Lo stravagante (opera buffa, libretto di Antonio Villani, 1761, Napoli)
- L'astuto balordo (opera buffa, libretto di Giovanni Battista Fagiuoli, 1761, Napoli)
- L'astrologa (opera buffa, libretto di Pietro Chiari, 1761-2, Venezia)
- Le avventure di Ridolfo (intermezzo, 1762, Bologna)
- Artaserse (opera seria, libretto di Pietro Metastasio, 1762, Roma)
- La bella verità (opera buffa, libretto di Carlo Goldoni, 1762, Bologna)
- Antigono (opera seria in tre atti, libretto di Pietro Metastasio, 1762, Teatro San Carlo di Napoli con Diamante Maria Scarabelli)
- Il cavalier parigino (opera buffa, libretto di Antonio Palomba, 1762, Napoli)
- Il cavaliere per amore (opera buffa, libretto di Giuseppe Petrosellini, 1762, Napoli; ripresa anche come Il fumo villano)
- Amor senza malizia (opera buffa, 1762, Norimberga)
- Le donne vendicate (intermezzo, libretto di Carlo Goldoni, 1763, Roma; ripresa anche come Il vago disprezzato)
- Le contadine bizzarre (opera buffa, libretto di Giuseppe Petrosellini, 1763, Venezia; ripresa anche come La contadina bizzarra, La sciocchezza in amore, Le contadine astute e Le villanelle astute)
- Gli stravaganti, ossia La schiava riconosciuta (intermezzo, 1764, Teatro Valle di Roma con Venanzio Rauzzini; ripresa anche come La schiava, Gli stravaganti, ossia I matrimoni alla moda, L'eslave, ou Le marin généreux e Die Ausschweifungen)
- La villeggiatura (opera buffa, libretto di Carlo Goldoni, 1764, Bologna)
- Il parrucchiere (intermezzo, 1764, Teatro Valle di Roma con Venanzio Rauzzini)
- L'incognita perseguita (opera buffa, libretto di Giuseppe Petrosellini, 1764, Venezia)
- L'equivoco (opera buffa, libretto di Antonio Villani, 1764, Napoli)
- La donna vana (opera buffa, libretto di Antonio Palomba, 1764, Napoli)
- Il nuovo Orlando (opera buffa, libretto basato sull'Orlando furioso di Ludovico Ariosto, 1764, Modena)
- Il barone di Torreforte (intermezzo, 1765, Roma)
- Il finto astrologo (intermezzo, libretto di Carlo Goldoni, 1765, Teatro Valle di Roma con Venanzio Rauzzini)
- L'orfana insidiata (opera buffa, 1765, Napoli)
- La pescatrice, ovvero L'erede riconosciuta (intermezzo, libretto di Carlo Goldoni, 1766, Roma; ripresa anche come L'erede riconosciuta e La pescatrice innocente)
- La baronessa di Montecupo (intermezzo, 1766, Roma)
- L'incostante (intermezzo, libretto di Antonio Palomba, 1766, Roma; ripresa anche come *Il volubile)
- La fiammetta generosa (1° atto) (opera buffa, 1766, Napoli; atti 2° e 3° composti da Pasquale Anfossi)
- La molinarella (opera buffa, 1766, Napoli; ripresa anche come Il cavaliere Ergasto e La molinara)
- Il gran Cid (opera seria, libretto di Giovacchini Pizzi, 1766, Teatro San Carlo di Napoli con Giuseppe Aprile ed Anton Raaff; ripresa anche come Il Cid)
- La francese maligna (opera buffa, 1766-7, Napoli)
- La notte critica (opera buffa, libretto di Carlo Goldoni, 1767, Lisbona; ripresa anche come Die Nacht)
- La finta baronessa (opera buffa, libretto di Filippo Livigni, 1767, Napoli)
- La direttrice prudente (opera buffa, 1767, Napoli; ripresa anche come La prudente ingegnosa)
- Mazzina, Acetone e Dindimento (opera buffa, 1767, Napoli)
- Olimpiade (2ª versione) (opera seria, libretto di Pietro Metastasio, 1768, Roma)
- Li napoletani in America (Opera buffa, libretto di Francesco Cerlone, 1768, Napoli)
- Lo sposo burlato (intermezzo, libretto di Giovanni Battista Casti, 1769, Roma)
- L'innocenza riconosciuta (opera buffa, 1769, Senigallia)
- La finta ciarlatana, ossia Il vecchio credulo (opera buffa, 1769, Napoli)
- Demetrio (opera seria, libretto di Pietro Metastasio, 1769, Teatro San Carlo di Napoli)
- Gli sposi perseguitati (opera buffa, libretto di Pasquale Mililotti, 1769, Napoli)
- Didone abbandonata (opera seria, libretto di Pietro Metastasio, 1770, Roma; ripresa anche come La Didone)
- Cesare in Egitto (opera seria, libretto di Giovanni Francesco Bussani, 1770, Milano; ripresa anche come Cesare e Cleopatra)
- La donna di spirito (opera buffa, 1770, Roma)
- Il regno della luna (opera buffa, 1770, Milano; ripresa anche come Il mondo della luna)
- Gelosia per gelosia (opera buffa, libretto di Giovanni Battista Lorenzi, 1770, Napoli)
- L'olandese in Italia (opera buffa, Niccolò Tassi, 1770, Milano)
- Catone in Utica (dramma per musica, libretto di Pietro Metastasio, 1770, Mannheim)
- Don Chisciotte (opera buffa, libretto di Giovanni Battista Lorenzi, dopo Miguel de Cervantes, 1770, Napoli)
- Le finte gemelle (intermezzo, libretto di Giuseppe Petrosellini, 1771, Roma; ripresa anche come Le due finte gemelle e Le germane in equivoco)
- La donna de bell'umore (opera buffa, 1771, Napoli)
- La corsara (opera buffa, libretto di Giovanni Battista Lorenzi, 1771, Napoli)
- L'americano (intermezzo, 1772, Roma; ripreso anche come L'americano incivilito e L'americano ingentilito)
- L'astratto, ovvero il giocator fortunato (opera buffa, libretto di Giuseppe Petrosellini, 1772, Venezia; ripresa anche come Il giocator fanatico per il lotto)
- Gli amanti dispersi (farsa in prosa e intermezzo, 1772, Napoli)
- Le trame zingaresche (opera buffa, libretto di Giovanni Battista Lorenzi, 1772, Napoli)
- Ipermestra (opera seria, libretto di Pietro Metastasio, 1772, Teatro San Carlo di Napoli con Antonia Bernasconi e Giuseppe Aprile)
- Scipione in Cartagena (opera seria, libretto di Alvise Giusti, 1772, Modena)
- La sposa collerica (intermezzo, 1773, Roma)
- Il vagabondo fortunato (opera buffa, libretto di Pasquale Mililotti, 1773, Napoli)
- Le quattro nazioni, o La vedova scaltra (opera buffa, libretto di Carlo Goldoni, 1773, Roma)
- Alessandro nelle Indie (2ª versione) (opera seria, libretto di Pietro Metastasio, 1774, Napoli)
- Gli amanti mascherati (opera buffa, 1774, Napoli)
- L'ignorante astuto (opera buffa, libretto di Pasquale Mililotti, 1775, Napoli)
- Enea in Cuma (parodia, libretto di Pasquale Mililotti, 1775, Napoli)
- I viaggiatori (opera buffa, libretto di Pasquale Mililotti, libretto dopo Carlo Goldoni, 1775, Napoli)
- Il sordo (intermezzo, 1775, Napoli)
- La contessina (opera buffa, libretto Marco Coltellini, dopo Carlo Goldoni, 1775, Teatro Filarmonico (Verona))
- La capricciosa (L'incostanza) (opera buffa, 1776, Roma)
- Radamisto (opera seria, libretto di Antonio Marchi, 1776, Napoli)
- Vittorina (opera buffa, libretto di Carlo Goldoni, 1777, Londra)
- Roland (tragédie lyrique, libretto di Jean-François Marmontel, dopo Philippe Quinault, 1778, Académie Royale de Musique di Parigi con Rosalie Levasseur)
- Phaon (drame lyrique, libretto di C. H. Watelet, Choisy, 1778)
- Il vago disprezzato (opera buffa, 1779, Parigi)
- Atys (tragédie lyrique, libretto di Jean-François Marmontel nach Philippe Quinault, 1780, Académie Royale de Musique di Parigi con la Levasseur)
- Iphigénie en Tauride (tragédie lyrique, libretto di Alphonse du Congé Dubreuil, 1781, Académie Royale de Musique di Parigi)
- Adéle de Ponthieu (tragédie lyrique, libretto di Jean-Paul-André des Rasins de Saint-Marc, 1781, Académie Royale de Musique di Parigi)
- Didon (tragédie lyrique, libretto di Jean-François Marmontel, 1783, Fontainebleau)
- Le dormeur éveillé (opéra comique, libretto di Jean-François Marmontel. 1783, Parigi)
- Le faux lord (opéra comique, libretto di Giuseppe Maria Piccinni, 1783, Versailles; ripresa anche come Der verstellte Lord)
- Diane et Endymion (opéra, libretto di Jean-François Espic Chevalier de Liroux, 1784, Académie Royale de Musique di Parigi)
- Lucette (opéra comique, libretto di Giuseppe Maria Piccinni, 1784, Parigi)
- Pénélope (tragédie lyrique, libretto di Jean-François Marmontel, 1785, Fontainebleau)
- Clytemnestre (tragédie lyrique, libretto di L. G. Pitra, 1787, Parigi)
- La serva onorata (opera buffa, libretto di Giovanni Battista Lorenzi, basato su Le nozze di Figaro di Lorenzo da Ponte, 1792, Napoli)
- Le trame in maschera (opera buffa, 1793, Napoli)
- Ercole al Termodonte (opera seria, 1793, Teatro San Carlo di Napoli; ripresa anche come La disfatta delle Amazzone)
- La Griselda (dramma eroicomico per musica, libretto di Angelo Anelli, 1793, Venezia)
- Il servo padrone, ossia L'amor perfetto (opera buffa, libretto di Caterino Mazzolà, 1794, Venezia)
- I Decemviri (opera seria)
- Il finto turco (opera buffa)

#### Opere dubbie
- Berenice (opera seria, libretto di Benedetto Pasqualigo, 1764 ca., Napoli)
- Il conte bagiano (intermezzo, 1770, Roma)
- La lavandara astuta (opera buffa, 1772, Lucca)
- L'enièvement des Sabines (1787, Parigi)
- Der Schlosser (1793)
- Sermiculo (intermezzo)
- La pie voleuse, ou La servante de Valaiseau
- Les mensonges officieux (opéra comique, libretto di Giuseppe Maria Piccinni, Parigi)
- Les fourberies de marine (opéra comique, Parigi)
- I portentosi effetti (opera buffa)
- Le donne di teatro
- Amante in campagna (intermezzo)
- Le Cigisbé (opéra comique, Parigi)

### Oratori
- Gioas re di Giuda (1752)
- La morte d’Abel (1758, Napoli)
- Sara
- Gionata (1792, Napoli)

### Lavori per orchestra a fiati
- Hymne a l'Hymen
- 1799 Hymne a l'hymne pour la célébration des mariages - Testo: Pierre-Louis Ginguené
- Concerto per Flauto Traverso e orchestra/pianoforte (1769)